# Nad Tatrou sa blýska
Nad Tatrou sa blýska (Un fulmine sui Tatra) è l'inno nazionale della Repubblica Slovacca, composto nel 1844 da Janko Matúška (1821-1877).

## Storia
Matúška scrisse il testo di quello che sarebbe diventato l'inno nazionale slovacco tra il gennaio e il febbraio del 1844 a seguito di una brutale cacciata da Bratislava degli studenti di lingua slovacca da parte degli ungheresi. Come melodia venne usata quella di una canzone tradizionale slovacca, Kopala Studienku, su suggerimento di Jozef Podhradský, una musica di carattere danzante ma triste, in tonalità minore.
La canzone divenne popolare durante la "Primavera dei Popoli", e il 13 dicembre 1918 divenne parte dell'inno cecoslovacco, bilingue: la parte in lingua ceca era rappresentata dalla prima strofa dell'aria "Kde domov můj?" (Dov'è casa mia?) tratta dall'operetta "Fidlovačka"; quella in lingua slovacca era rappresentata dalla prima strofa di Nad Tatrou sa blýska, appunto.
Quando la Repubblica Slovacca si rese indipendente dalla Repubblica Ceca, nel 1993, la seconda strofa fu aggiunta e Nad Tatrou sa blýska divenne ufficialmente l'inno nazionale. Nel periodo 1939-1945, sotto il protettorato nazista, la Slovacchia modificò l'inno nel canto "Hej Slováci" adattato sul tema dell'inno polacco.

## Testo
Solo le due prime strofe fanno parte dell'inno nazionale slovacco ufficiale. I versi sono cantati due volte ciascuno.
| Testo originale in slovacco                                                                         | Traduzione in italiano |
| --------------------------------------------------------------------------------------------------- | --- |
| Nad Tatrou sa blýska, hromy divo bijú. Zastavme ich bratia, veď sa ony stratia, Slováci ožijú.      | Sopra i Tatra i fulmini lampeggiano, i tuoni battono selvaggiamente. Facciamoli smettere, fratelli, alla fine svaniranno, gli Slovacchi rivivranno. |
| To Slovensko naše posiaľ tvrdo spalo. Ale blesky hromu vzbudzujú ho k tomu, aby sa prebralo.        | La nostra Slovacchia finora ha dormito profondamente. Ma i fulmini fanno in modo che lei si risvegli.                                               |
| Ešte jedle rastú na krivánskej strane. Kto jak Slovák cíti, nech sa šable chytí, a medzi nás stane. | Gli abeti crescono ancora sulle pendici del Kriváň. Chi si sente slovacco, che possa prendere una sciabola e alzarsi insieme a noi.                 |
| Už Slovensko vstáva, putá si strháva. Hej rodina milá hodina odbila, žije matka Sláva!              | Ora la Slovacchia si rialza, si strappa le catene. O, cara famiglia l'ora è giunta, vive la madre Gloria!                                           |